# Super Mario 3D Land

Come si presentava il logo provvisorio del gioco

Super Mario 3D Land (スーパーマリオ 3Dランド?, Sūpā Mario Surī Dī Rando) è un videogioco platform per Nintendo 3DS della serie Super Mario. È stato messo in commercio a novembre 2011, il 3 in Giappone, il 13 in Nord America, il 18 in Europa e il 24 in Australia. È il primo videogioco tridimensionale della serie Mario progettato da zero per una console portatile, come riferito da Reggie Fils-Aime, presidente e amministratore operativo di Nintendo of America, all'E3 2011 ed è basato sui giochi in 2D come Super Mario Bros. 3,  New Super Mario Bros. DS e New Super Mario Bros. Wii. Il suo sviluppo è stato affidato al Nintendo EAD Tokyo Gruppo 2, la stessa divisione del Nintendo EAD che ha sviluppato Super Mario Galaxy 2. Si tratta del quinto gioco in grafica tridimensionale della serie Super Mario dopo Super Mario 64, Super Mario Sunshine, Super Mario Galaxy e Super Mario Galaxy 2.

## Trama
Dopo gli eventi di Super Mario Galaxy 2, al di fuori del castello della Principessa Peach cresce un albero con una coda da Tanooki pieno di Super Foglie, che un temporale spazza via nella notte. Il mattino dopo la principessa Peach esce per vedere cosa è successo e viene rapita da Bowser.
Più tardi, Mario e tre Toad vanno a cercare la principessa, ma scoprono che l'albero Tanooki ha perso le sue foglie. Il Toad giallo nota una lettera vicino a loro, Mario la apre ed appare un'immagine, con delle Super Foglie sullo sfondo, di Bowser che trattiene Peach; Mario e i Toad allora partono subito alla ricerca della Principessa. Mentre Mario va a cercare Peach, riceve delle lettere, e la principessa, pensando a lui, cerca di scappare dal castello di Bowser, ma viene inseguita da Bowser e i suoi scagnozzi, che la catturano e la rimettono in gabbia.
Dopo aver salvato la principessa Peach, lei e Mario, accompagnati dai Toad, ritornano nel regno dei funghi. Dopo i titoli di coda, i due fanno una foto sull'albero di tanooki; intanto, nel primo livello del mondo, cade la foto di Luigi intrappolato da un Koopa ed un Boo. Tocca perciò a Mario ricominciare il primo mondo, reso molto più difficoltoso da portare a termine, per salvare anche il fratello. Una volta recuperato anche lui, i due fratelli diventano interscambiabili per completare i mondi alternativi.

## Modalità di gioco
Il gameplay è simile a quello visto nei precedenti giochi 3D di Mario (in particolare Super Mario Galaxy e Super Mario Galaxy 2), tuttavia sono presenti caratteristiche tipiche dei giochi a scorrimento orizzontale, come Mario piccolo, la forma base di Mario già presente in Super Mario Bros..
Si possono effettuare varie mosse particolari: scattare, saltare e saltare a parete, abbassarsi, muoversi lentamente, fare una capriola (anche laterale durante uno scatto), saltare in lungo, schiantarsi a terra da mezz'aria. La salute di Mario non è misurata numericamente, ma segue le modalità dei platform 2D, in più i livelli terminano con un'asta della bandiera e hanno un limite di tempo.
Il 3D stereoscopico migliorerà la giocabilità, anche se non sarà indispensabile: lo stesso Shigeru Miyamoto ha detto che colpire i blocchi fluttuanti da sotto sarà più facile.

## Sviluppo
La prima volta in cui si parlava di un gioco della serie Mario per Nintendo 3DS fu in un'intervista di Satoru Iwata a Shigeru Miyamoto il quale disse che stava lavorando su un gioco di Super Mario Bros. proprio per questa console portatile anche se non aveva ancora deciso il titolo. Il 2 marzo 2011 il gioco veniva ufficialmente annunciato alla Game Developers Conference con il nome provvisorio di Super Mario. Nel seguente E3 venivano rivelate nuove informazioni ed immagini, nonché il primo trailer e veniva anche confermato il ritorno del costume da Mario Tanooki ripreso da Super Mario Bros. 3, questa volta ottenibile toccando una Super foglia. Sia all'E3 che alla Gamescom 2011 si poteva provare una demo del gioco contenente quattro livelli. Il 13 settembre 2011 alla "Nintendo 3DS Conference" veniva mostrato un secondo trailer. Per un limitato periodo di tempo si poteva scaricare gratuitamente i due video in 3D dal Nintendo eShop.

## Accoglienza
| Testata                          | Giudizio |
| -------------------------------- | -------- |
| Metacritic (media al 13/11/2011) | 90/100   |
| GameSpot                         | 8/10     |
| Famitsū                          | 38/40    |
| IGN                              | 9.5/10   |
| Nintendo Life                    | 9/10     |
| SpazioGames.it                   | 8.8/10   |

Il gioco fu ampiamente promosso dalla critica, che ne elogiò il gameplay frenetico, l'utilizzo del 3D e l'accessibilità per tutti gli utenti. Quest'ultimo punto, unito ad una poca varietà nelle battaglie boss, fu tra le maggiori critiche mosse al gioco.
A livello di vendite il gioco fu un gran successo, complessivamente ha venduto 12,88 milioni di copie in tutto il mondo, fu inoltre il primo gioco 3DS a superare le 5 milioni di unità vendute. È attualmente al settimo posto nella classifica dei giochi più venduti per 3DS e al diciannovesimo nella classifica dedicata al franchise dell'idraulico italiano.